# Гогети
Гогети (груз. ღოღეთი) — село в Грузии, на территории Карельского муниципалитета края (мхаре) Шида-Картли.

## География
Село находится в центральной части Грузии, на берегах реки Гогуры (бассейн Куры), на расстоянии приблизительно 9 километров (по прямой) к северо-западу от города Карели, административного центра муниципалитета. Абсолютная высота — 793 метра над уровнем моря.

## Население
По результатам официальной переписи населения 2014 года в Гогети проживало 122 человека (65 мужчин и 57 женщин). В национальной структуре населения грузины составляли 98,4 %, осетины — 1,6 %.
| Год  | Население, человек |
| ---- | ------------------ |
| 2002 | 179                |
| 2014 | ↘ 122              |